# Socond
Socond là một xã thuộc hạt Satu Mare, România. Dân số thời điểm năm 2002 là 2598 người.